# Susumu Tonegawa
Susumu Tonegawa, 利根川 進 Tonegawa Susumu, (n. 6 septembrie 1939, Nagoya, Japonia) este un om de știință japonez, laureat al Premiul Nobel pentru Fiziologie sau Medicină pe anul 1987 „pentru descoperirea mecanismului genetic de generare a diversității anticorpilor.”

## Biografie
Tonegawa s-a născut la Nagoya, Japonia și a urmat cursurile Liceului Hibiya din Tokio. A absolvit Secție Chimie a Facultății de Știință, Universitatea din Kyoto în 1963. Și-a luat doctoratul la University of California, San Diego, unde a lucrat cu Masaki Hayashi. A urmat cursuri post-universitare la Institutul Salk Institute din San Diego în laboratorul lui Renato Dulbecco. A lucrat apoi la Institutul de Imunologie din Basel, Elveția.
În 1981 a fost numit profesor la Massachusetts Institute of Technology, unde a creat și condus „Picower Institute for Learning and Memory” la MIT.
În 1982 i-a fost conferit Premiul Louisa Gross Horwitz din partea Universității Columbia, SUA, împreună cu Barbara McClintock, și ea laureată a Premiului Nobel (1983).
Este membru al Comitetului Științific de Conducere la Institutul de Cercetare Scripps. Este și director al RIKEN-MIT Center for Neural Circuit Genetics la MIT. 
Din aprilie 2009 este concomitent director al „RIKEN Brain Science Institute” (BSI) din Wako, Saitama, Japonia.